# Streptospondylus
Streptospondylus („obrácený obratel“) je zástupcem dravých teropodních dinosaurů z čeledi Megalosauridae. Žil v období střední až pozdní jury (asi před 165 až 156 miliony let) na území dnešní Francie.

## Historie
Tento asi 6 metrů dlouhý a 500 kilogramů vážící teropodní dravec patří stejně jako příbuzný rod Megalosaurus k vůbec prvním objeveným dinosaurům. Jeho fosílie byly poprvé odkryty amatérskými sběrateli v podobě katolických duchovních již po roce 1770. Pozdější historie popisů a výzkumu tohoto teropoda je poměrně komplikovaná (materiál byl zpočátku považován za pozůstatky pravěkého krokodýla) a byla poměrně uspokojivě vyřešena až studiemi z posledních let.
Podobně mohl vypadat také jediný dosud známý teropodní dinosaurus, objevený na území České republiky (tzv. Moravská tetanura), známá podle jediného fosilního zubu, objeveného v lokalitě Švédské šance u Brna.